# Oediopalpa elongata
Oediopalpa elongata is een keversoort uit de familie bladkevers (Chrysomelidae). De wetenschappelijke naam van de soort werd in 1875 gepubliceerd door Joseph Sugar Baly.